# Головне управління залізниць Київ
Головне управління залізниць Київ (Reichsverkehrsdirektion Kiew, RVD Kiew) – підприємство залізничного транспорту, що діяло в Україні (Рейхскомісаріаті Україна) в роки Другої світової війни.
Створене 6 вересня 1941 року як Головне управління залізниць Південь. 15 січня 1942 отримало назву «Київ».
Восени 1943 року центр управління перенесено до Вінниці, а у грудні – до Львова, де й було ліквідоване 25 липня 1944 року.

## Керівники
- Ервін Ланденбергер (квітень 1941 – лютий 1942)

- Густав Діллі (березень-грудень 1942)

- Макс Якобсгаген (грудень 1942-липень 1944)